# Faustina den äldre
Faustina den äldre, Annia Galeria Faustina, född 100, död 140, var en romersk kejsarinna, gift med kejsar Antoninus Pius. Hon kallas den äldre för att skilja henne från sin dotter Faustina den yngre (130–176). Hon gudaförklarades efter sin död.

## Biografi
Faustina var dotter till konsul Marcus Annius Verus och Rupilia Faustina och niece till kejsar Hadrianus.
Faustina gifte sig med Antoninus Pius mellan 110 och 115. Hennes relation till maken ska ha varit mycket god. Paret fick fyra barn. Faustina beskrivs som vacker och intelligent, och åtnjöt stor respekt.

### Kejsarinna
År 138 avled hennes farbror kejsar Hadrianus och efterträddes av hennes make. Hon fick i samband med sin makes trontillträde titeln Augusta (kejsarinna) av senaten. Faustina var engagerad i välgörenhetsprojekt, bland annat för utbildning, särskilt av flickor, ett intresse hon hade redan före makens trontillträde och som hon fortsatte med som kejsarinna.
Faustina spelade uppenbarligen en framträdande offentlig representativ roll, och hon hedrades i olika delar av det romerska riket, där hennes namn hedrades på olika sätt. Hennes personliga stil efterapades och hennes frisyr, vilken bestod av en flätad knut, emulerades av romerska kvinnor i tjugo år.

## Eftermäle
När Faustina avled tillägnade Antoninus Pius henne ett tempel, Antoninus Pius och Faustinas tempel. I egenskap av gudaförklarad gudinna, Diva, spelade hon fortsatte en roll i makens representation efter sin död, då hon inkluderades i kejsarkulten. Hennes make gifte aldrig om sig, men hade ett förhållande med hennes före detta slav, Galeria Lysistrate.

## Galleri

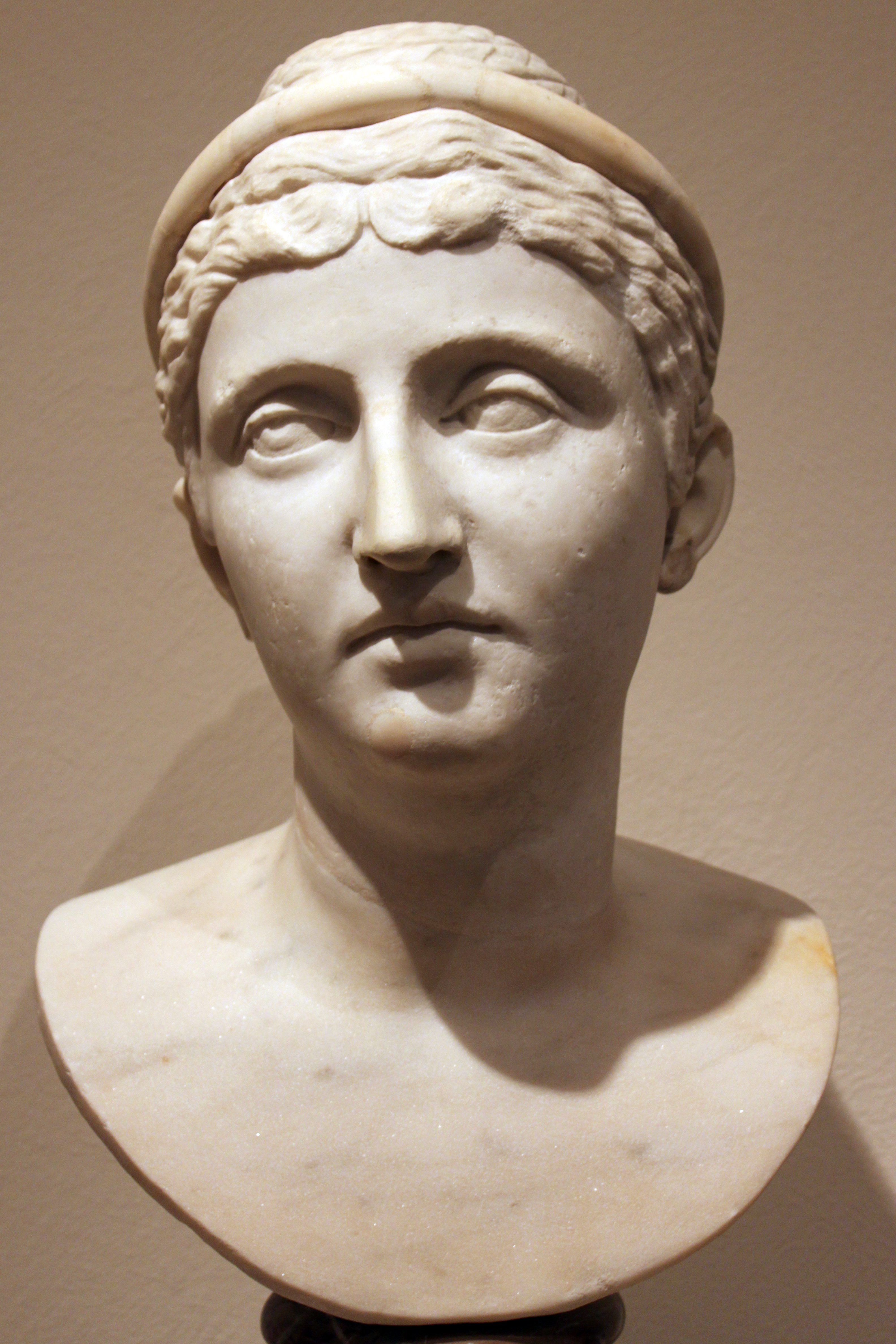
Faustina den äldre.
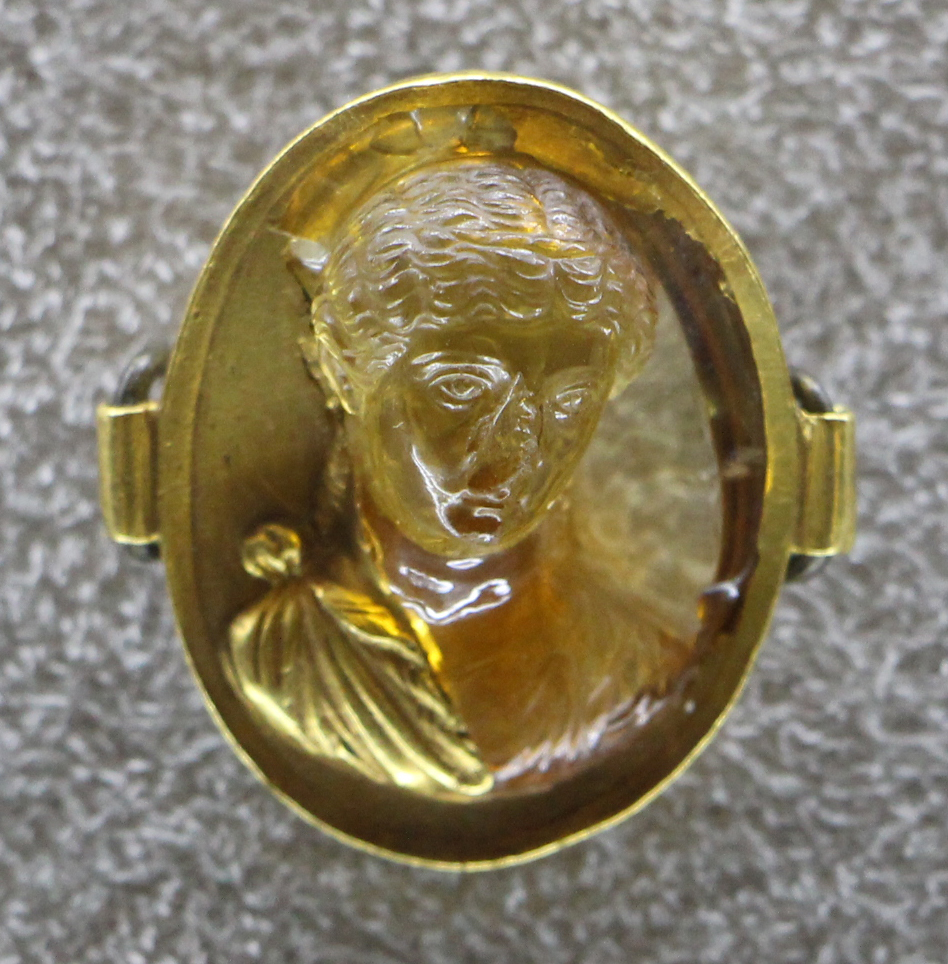
Faustina, citrinkvarts, 2:a århundradet, restaurerad i guld på 1500-talet.
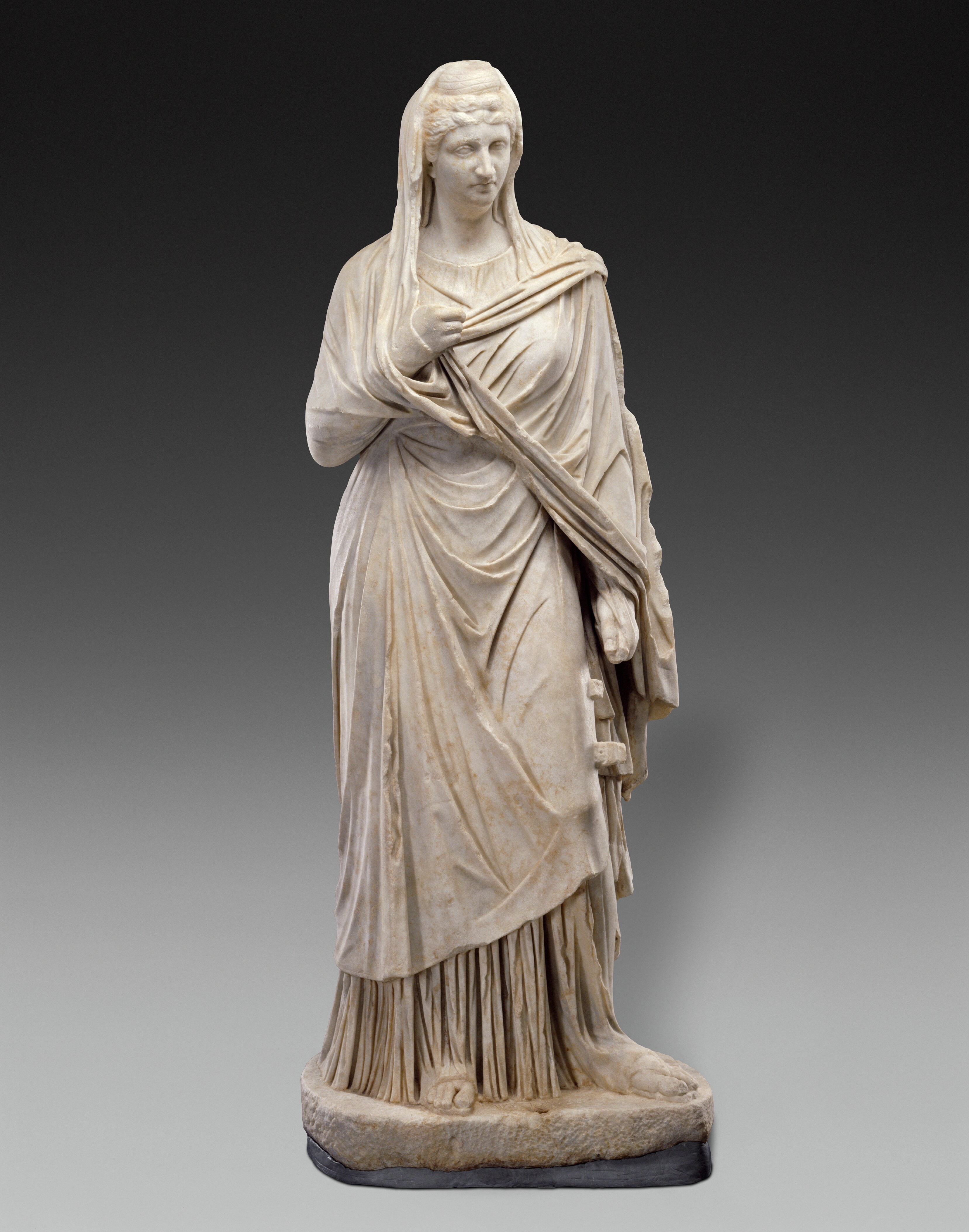
Faustina maior, 140-160